# Pastritz (Wilde Weißeritz)
Die Pastritz ist ein etwa 1,3 Kilometer langer Bach auf dem Gebiet der sächsischen Stadt Freital im Landkreis Sächsische Schweiz-Osterzgebirge.

## Verlauf
Die Pastritz entspringt südöstlich des Tharandter Ortsteils Großopitz am Opitzberg auf etwa 340 m. Sie fließt mit starkem Gefälle – anfänglich nach Südosten, dann nach Südwesten – durch den Pastritzgrund westlich des Hirschberges in das Tal der Wilden Weißeritz. Sie unterquert dort die Staatsstraße 194 Freital–Tharandt und die Bahnstrecke Dresden–Werdau. Kurz darauf mündet die Pastritz an der Gemarkungsgrenze zwischen Coßmannsdorf und Tharandt in die Wilde Weißeritz.
Bis 1945 bestand an der Pastritz die Pastritzmühle Coßmannsdorf.